# Andrés Ponce de León y de las Infantas
Andrés Ponce de León y de las Infantas (Cordova, ... – novembre 1575) è stato un militare e diplomatico spagnolo.
Fu Governatore di Milano ad interim per il Re di Spagna, dall'aprile al novembre 1573, quando succedette al governatore Requesens. Fu membro del Consiglio di Stato e di Castiglia con Filippo II di Spagna.

## Biografia
Era figlio di Luis Ponce de León y de Córdova e di Aldonza Ruiz de las Infantas y Córdova.
Come militare prestò servizio in Navarra, partecipando alle campagne contro i francesi. Nel 1534 venne nominato Cavaliere dell'Ordine di Santiago. Nel 1565 venne inviato a Milano in qualità di luogotenente del Gran Cancelliere del ducato di Milano Juan Barahona e nominato Gran Cancelliere effettivo il 10 ottobre. Partecipò nel 1569 alla rivolta dei moriscos avvenuta nel Regno di Spagna.
Fu tra i consiglieri fidati del re di Spagna, che lo nominò nel marzo 1575 al comando dei Bastimentos del Campo de Montiel.

## Discendenza
Andrés aveva sposato Gregoria Portocarrero de Guzmán, figlia di Luis Fernández Portocarrero de Córdova e di Constanza de Guzmán y Zayas. Ebbero cinque figli.